# Семейная юрфирма
«Семейная юрфирма» (англ. Family Law) — канадский телесериал в жанре юридической драмы канала Global Television Network, премьерный показ состоялся 16 сентября 2021 года.

## Сюжет
Сериал повествует о Эбигейл Бьянки, некогда успешной юристке и матери двоих детей. Из-за проблем с мужем Эбигейл слишком часто употребляет алкоголь и в один злополучный день появляется во время судебного заседания с похмелья, где её рвет на своего клиента. Видео этого события становится вирусным в Интернете. Эбигейл теряет должность в фирме и переезжает в дом своей матери, разлученная со своим мужем Фрэнком и двумя детьми. Три месяца спустя отец Эбигейл, Гарри Свенссон, предлагает ей низовую должность в своей юридической фирме и даёт испытательный срок. Там героиня знакомится со своим сводным братом Дэниелом, юристом, работающим на их отца, и сводной сестрой Люси, лесбиянкой-психологом. В рамках испытательного срока она должна научиться ориентироваться в работе со своим отцом, братом и сестрой, и при этом стараться сохранять трезвость.

## В ролях
- Джуэл Стейт — Эбигейл Бьянки, адвокат и разведённая мать двоих детей, дочь Гарри от первого брака
- Виктор Гарбер — Гарри Свенссон
- Зак Смаду — Дэниел Свенссон, сводный брат Эбигейл
- Дженелл Уильямс — Люси Свенссон, сводная сестра Эбигейл
- Люк Камиллери — Фрэнк Бьянки, бывший муж Эбигейл
- Лорен Холли — Джоэнн Ковальски, первая супруга Гарри, мать Эбигейл
- Бретт Келли — Сесил Паттерсон, паралегал в юрфирме Гарри, выполняет функции помощника Дэниела
- Кетт Тортон — Янник Кролл, адвокат из конкурирующей фирмы, приятель Дэниела
- Пол Макгиллион — Чип Кромби, бывший адвокат, ставший судьёй

## Производство
20 декабря 2019 года компания Corus Entertainment объявила, что сериал, созданный писательницей Сьюзин Нильсен для SEVEN24 Films и Lark Productions, получил заказ на сериал из десяти эпизодов. Исполнительными продюсерами были назначены Том Кокс, Джорди Рэндалл и Эрин Хаскетт, местом съёмок объявлен Ванкувер, Британская Колумбия.
В феврале 2020 года сообщалось, что основные съемки начнутся 2 марта 2020 года. Было объявлено, что все основные актеры являются канадцами — Джуэл Стэйт, Виктор Гарбер, Зак Смаду и Дженель Уильямс.
В преддверии премьеры сериала в мае 2021 года представители канала Global объявили, что сериал был заранее продлён на второй сезон.
17 мая 2022 года Global анонсировал третий сезон, состоящий из десяти серий. В октябре того же года сериал начали транслировать в США на канале The CW .
31 января 2024 года  Global и The CW объявили о продлении сериала на четвёртый сезон.